# Château de Vaucelles
Le château de Vaucelles aussi appelé château de la Rivière est une demeure qui se dresse sur le territoire de la commune française de Vaucelles dans le département du Calvados, en région Normandie. L'édifice est partiellement inscrit au titre des monuments historiques.

## Localisation
Le château est situé à proximité de la Drôme sur la commune de Vaucelles, dans le département français du Calvados.

## Historique
Le site est occupé par un manoir dès le XIVe siècle.
Des travaux importants ont lieu au XVIIe siècle et le donjon est détruit au XVIIIe siècle.

## Description
Le château est bâti en pierre. 
Le logis est très sobre alors que la poterne de style Louis XIII comporte des pilastres, une haute toiture et une lucarne pourvue d'un fronton.

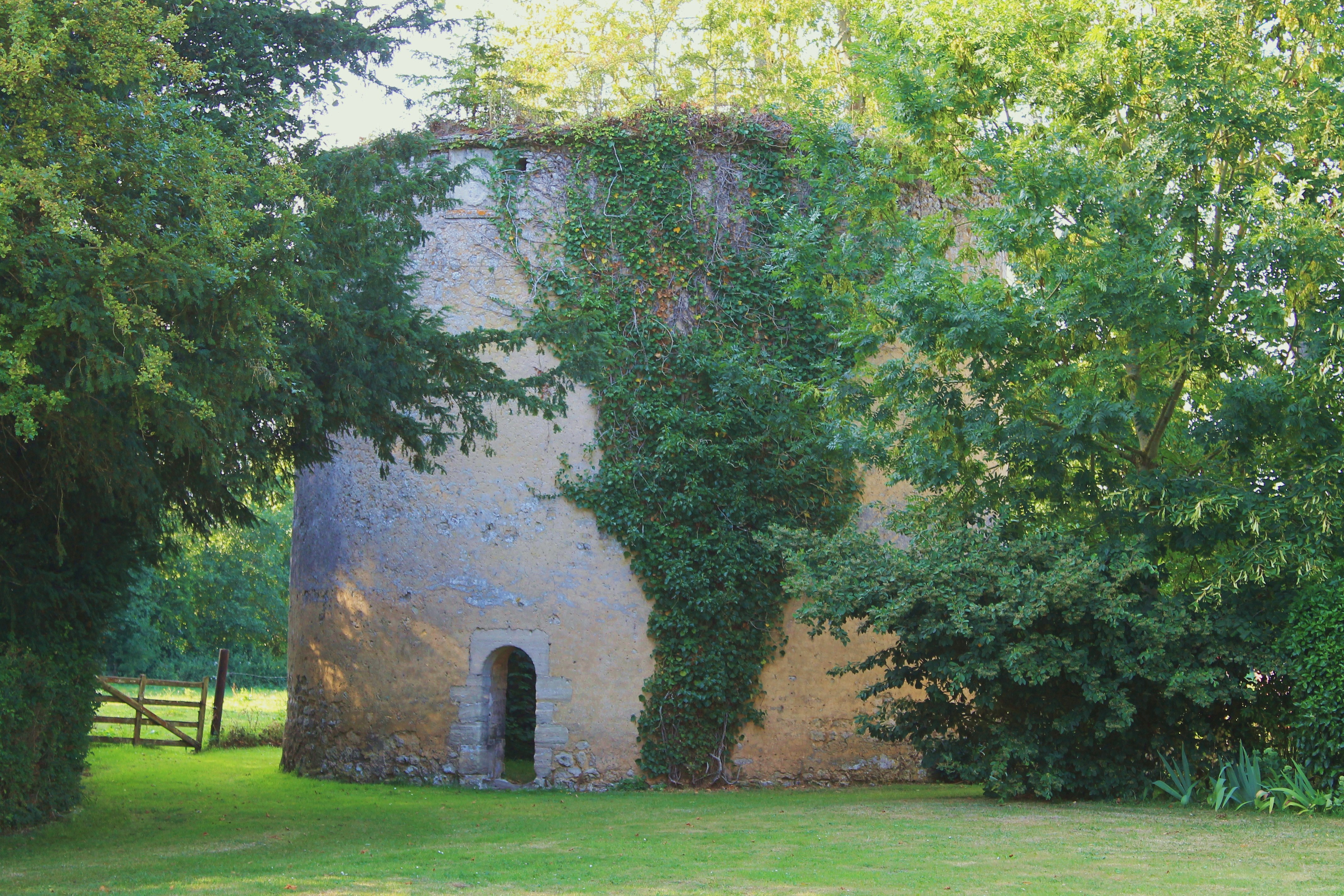
Le colombier.
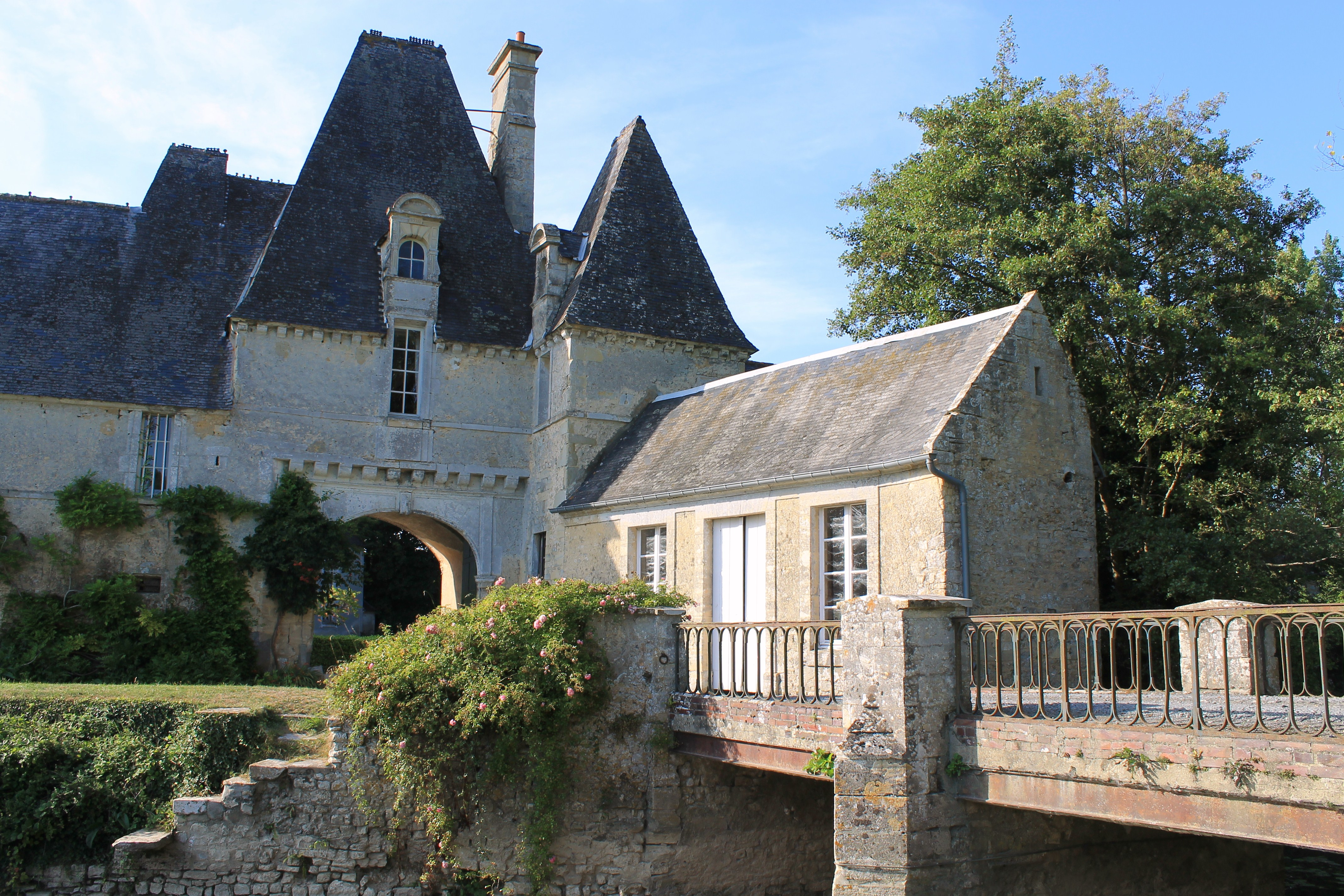
Le pavillon d'entrée.
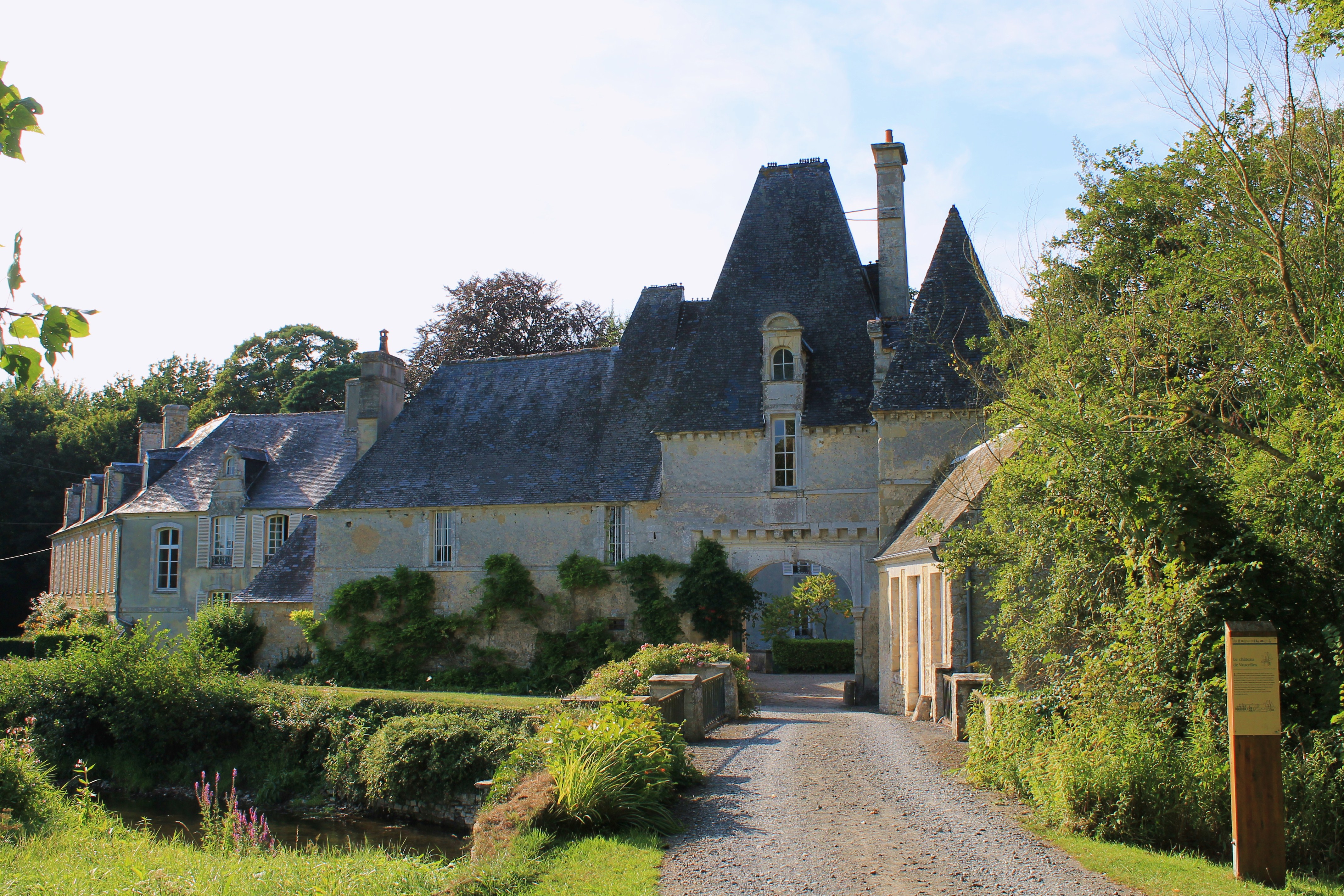
Vue générale.

## Protection
Le pavillon d'entrée et annexes latérales sont inscrits au titre des monuments historiques par arrêté du 15 janvier 1929.